# Better Scream
«Better Scream» es el primer sencillo publicado por la primera encarnación de la banda de Pete Wylie, Wah! Heat, después de ser miembro de las banda de corta duración Crucial Three y Mystery Girls. También fue el tercer proyecto serio de Wylie (el primero fue el supergrupo de Liverpool English Opium Eaters, fuertemente financiado pero de corta duración, con el futuro líder de Lightning Seeds, Ian Broudie; el futuro bailarín de Frankie Goes to Hollywood, Paul Rutherford y el futuro baterista de Siouxsie and the Banshees, Budgie).

## Antecedentes
Cuando los English Opium Eaters colapsaron debido a diferencias musicales, Wylie se unió a la banda local Crash Course, pero se fue llevándose al baterista Rob Jones con él. Wah! Heat se formó a finales de 1979. La banda original estaba conformada durante ese tiempo por Pete Wylie en la voz principal y la guitarra, Rob Jones en la batería y el exguitarrista de That Naughty Lumps, Pete Younger, en el bajo. Cuando se grabó el sencillo, Mick Jones se había unido en los teclados.
La canción está influenciada en bandas como The Doors y The Clash.

## Lanzamiento y recepción
«Better Scream» se publicó a principios de enero de 1980 por Inevitable Music (como INEV 001). El sencillo recibió elogios de la crítica por parte de la prensa británica y revistas como Sounds y NME. John Peel también notó a la banda y quedó tan impresionado por su debut que los invitó a grabar su primera Peel Session a finales de la primavera de 1980.
El 29 de octubre de 2021, «Better Scream» apareció como la canción de apertura en la caja recopilatoria de Cherry Red Records, The Sun Shines Here: The Roots of Indie Pop 1980–1984. En una reseña para Spectrum Culture, Will Pinfold escribió que la canción “resume varios aspectos de lo que se convertiría en el indie clásico de los años 1980; guitarras que tintineaban como The Byrds en lugar del resoplido metálico concentrado del punk, voces que se pronunciaban lastimeramente con cualquier acento local que tuvieran, un enfoque generalmente poco blues y una atmósfera a menudo pesimista”. El añadió: “Con su toque de órgano de garage de los años 1960 y la voz franca de Wylie, esta canción en particular suena asombrosamente como lo haría Inspiral Carpets una década más tarde, pero también anticipa de una manera más general el sonido muy inglés de The Smiths”.

## Lista de canciones
Créditos adaptados desde las notas de sencillo.
1. «Better Scream» (Wylie) – 3:21
2. «Joe» (Jones, Wylie, Younger) – 4:56